# Günter Deckert (Politiker)

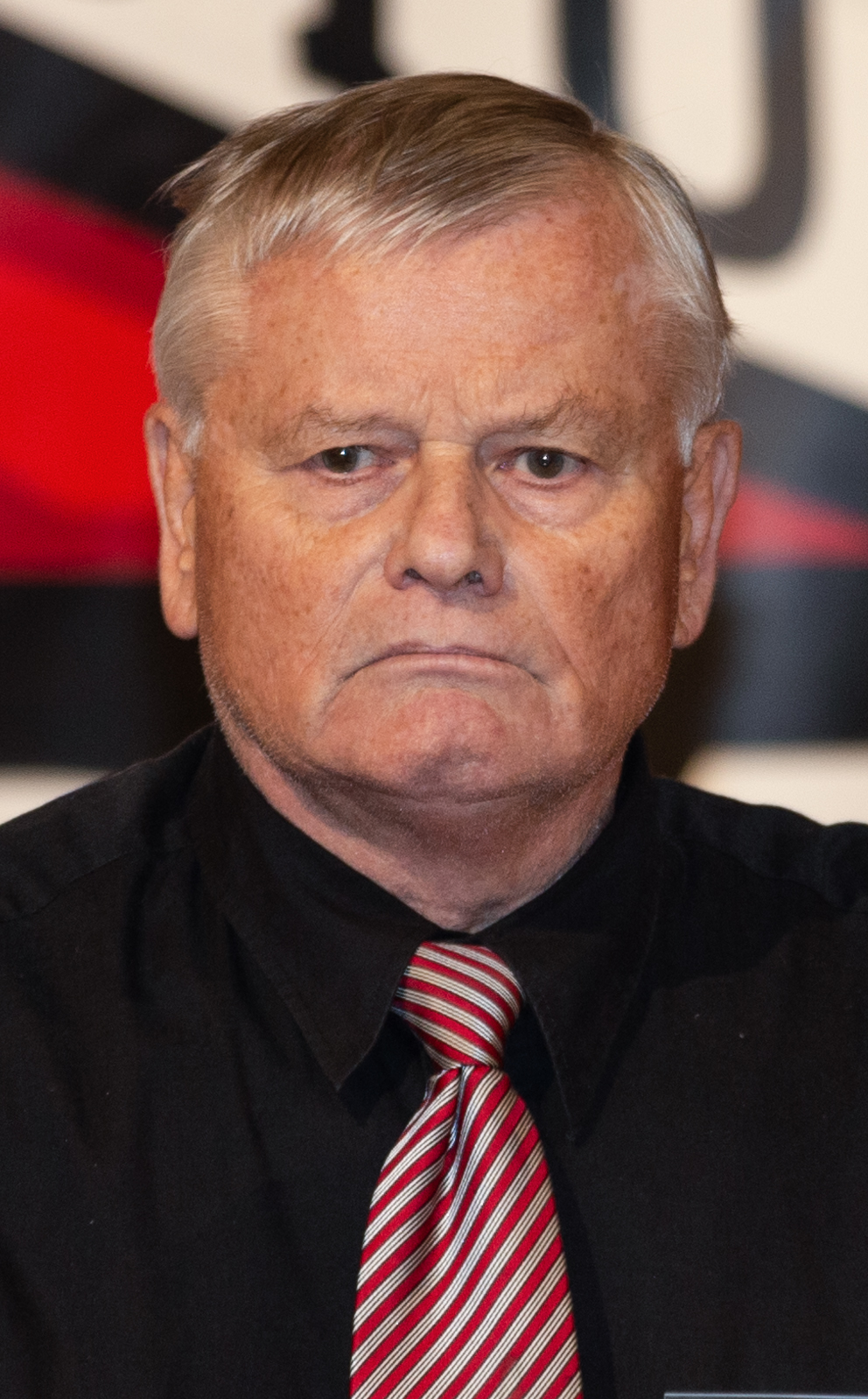
Günter Deckert, 2018

Günter Deckert (* 9. Januar 1940 in Heidelberg; † 31. März 2022 in Weinheim) war ein deutscher Rechtsextremist und Politiker. Der ehemalige Gymnasiallehrer zählte zu der Gruppe der Geschichtsrevisionisten, die den Holocaust leugnen, und war mehrfach unter anderem wegen Volksverhetzung in Haft. Er galt als radikaler Vertreter eines offen neonazistischen Kurses. Von 1991 bis 1996 war er Vorsitzender der Nationaldemokratischen Partei Deutschlands (NPD). Aktiv war er auch im baden-württembergischen Landesverband und gründete die Jugendorganisation der Partei mit. Deckert, seit 1966 NPD-Mitglied, hatte die Partei zwischenzeitlich verlassen, um eine Entlassung aus dem Schuldienst zu vermeiden. 2005 wurde er seiner Parteiämter enthoben, weil der Vorstand seinen Führungsstil ablehnte. Deckert kandidierte mehrmals für Volksvertretungen und wurde auch in einen Gemeinderat und in einen Kreistag gewählt.

## Beruflicher Werdegang
Nach dem Abitur am Gymnasium in Weinheim im März 1960 studierte Günter Deckert Anglistik und Romanistik an den Universitäten Heidelberg, Kiel und Montpellier. Seit dem Studium war er Mitglied der Wissenschaftlichen Verbindung Cimbria Heidelberg, der auch später als Alter Herr verbunden blieb. Nach seinem Examen war er Studienreferendar am Heidelberger Bunsen-Gymnasium. 1972 wurde er zum Oberstudienrat befördert. Von 1968 bis 1982 war Deckert Lehrer für Englisch und Französisch am Mannheimer Tulla-Gymnasium. Im Anschluss unterrichtete er im Gymnasialzug der Internationalen Gesamtschule Heidelberg sowie am Carl-Benz-Gymnasium in Ladenburg, bis er 1988 im Rahmen des dritten Disziplinarverfahrens aus dem Schuldienst des Landes Baden-Württemberg unter Verlust seines Pensionsanspruches entlassen wurde.

## Politische Karriere
Im Jahr 1962 trat Deckert der FDP-Jugend Deutsche Jungdemokraten bei. Als diese 1964 jedoch die Oder-Neiße-Grenze anerkannte, verließ er diese Gruppe und trat 1966 in die Nationaldemokratische Partei Deutschlands (NPD) ein. Ab 1968 war er Kreisvorsitzender Mannheim-Land. Als Gründungsmitglied der Jungen Nationaldemokraten (JN) wurde er 1972 deren Landesvorsitzender in Baden-Württemberg. Im gleichen Jahr war er Bundestagskandidat der NPD für den Wahlkreis Sinsheim. 1975 wurde er auf Vorschlag der JN zum stellvertretenden NPD-Bundesvorsitzenden gewählt; Aufgabenbereich Öffentlichkeitsarbeit/Propaganda.
Deckert kandidierte 1974 als einziger Kandidat gegen den Oberbürgermeister von Weinheim Theo Gießelmann und erhielt mehr als 25 Prozent der Stimmen. Dem Weinheimer Gemeinderat gehörte Deckert von 1975 bis 1999 und von 2019 bis zu seinem Tod an; 1976 war er hier auch Landtagskandidat. Von 1978 bis 1982 war er NPD-Vorsitzender für den Rhein-Neckar-Kreis.
Er wurde 1979 Mitglied des Komitees „Für die Wiedereinführung der Todesstrafe“. Von 1981 bis 1991 war er Organisator des „Kurpfälzer Treffens“. 1981 verfasste er die Broschüre Ausländer-Stop – Handbuch gegen Überfremdung, verlegt im gleichgesinnten Arndt-Verlag in Kiel.
Im Jahr 1982 trat Deckert aus der NPD aus, um die drohende Entlassung aus dem Schuldienst zu vermeiden. Er gründete daraufhin die „Deutsche Liste“, für die er 1984 in den Gemeinderat von Weinheim einzog. Er verfasste 1987 die Broschüre Asyl – gestern, heute, morgen. Im Jahr 1988 wurde er nach drei Dienstverfahren aufgrund seiner rechtsextremistischen Aktivitäten endgültig aus dem Schuldienst entlassen.
Er war 1989 NPD-Spitzenkandidat bei der Kreistagswahl im Rhein-Neckar-Kreis und wurde im Wahlbezirk Weinheim in den Kreistag gewählt, dem er bis 1999 angehörte. Am 18. Januar 1991 trat er wieder in die NPD ein und wurde zum Kreisvorsitzenden des Rhein-Neckar-Kreises gewählt. Im Juni 1991 wurde er mit rund 73 Prozent zum NPD-Vorsitzenden gewählt. Er blieb bis 1996 NPD-Vorsitzender.
Am 10. November 1991 leitete er in Weinheim eine „Revisionisten“-Tagung mit Fred Leuchter, dem Verfasser des Leuchter-Reports zum Thema Auschwitz, bei der er als Übersetzer fungierte. Im Jahr 1994 war Deckert NPD-Spitzenkandidat bei der Wahl zum Europäischen Parlament und kandidierte für das Bürgermeisteramt in Schopfheim.
Am 8. August 2001 gab die neu gegründete Bürgerinitiative Ausländerstopp bekannt, dass Deckert für sie als Nürnberger Oberbürgermeister kandidieren werde. Nach den Erkenntnissen lokaler Zeitungen verbarg sich hinter dieser Wählergruppe die NPD.
Deckert war im Jahr 2005 Landesvorsitzender der NPD Baden-Württemberg. Er war zunächst Erstplatzierter auf der Landesliste zur anstehenden Bundestagswahl 2005. Seine Kandidatur wurde aber neben der fünf weiterer Personen (darunter Jürgen Schützinger) zurückgezogen, um die Zulassung der Landesliste zu erreichen. Erstplatzierter war nun das DVU-Mitglied Sven Eggers.
Deckert wurde an einer Bundesvorstandssitzung der NPD am 1. und 2. Oktober 2005 seiner Ämter enthoben. Als Begründung wurde ein „nichtdemokratischer Führungsstil“ angegeben. Letztendlich wurde Deckert aus der NPD ausgeschlossen, da er „den Parteifrieden stören“ und „das erforderliche Mindestmaß an innerparteilicher Geschlossenheit“ gefährden würde. Das Bundesschiedsgericht der NPD bestätigte Anfang März 2007 den Parteiausschluss.
Deckert war Gründungsmitglied der Deutsch-Europäischen Studiengesellschaft (DESG). Er wurde auch Mitglied der Burschenschaft Arminia Zürich zu Karlsruhe, einer rechtsextremen Gruppierung, die burschenschaftliches Brauchtum nachahmt. Ihr gehörte er bis zu seinem Tod als Alter Herr an.
Bei den Kommunalwahlen in Baden-Württemberg 2019 wurde Deckert als Vertreter der rechtsextremen Deutschen Liste erneut in den Weinheimer Gemeinderat gewählt (1,8 Prozent).
Er starb Ende März 2022 im Alter von 82 Jahren nach kurzer Krankheit. An Deckerts Beisetzung nahmen neben bekannten Personen des rechtsextremen Lagers auch drei Kommunalpolitiker der Weinheimer CDU teil.

## Verfahren

### Disziplinarverfahren
Aufgrund des Radikalenerlasses wurden insgesamt drei Disziplinarverfahren gegen Deckert wegen seiner Mitgliedschaft in der NPD geführt. Das erste endete im Jahre 1978 (nach vier Jahren und vier Instanzen) mit einem Freispruch. Das zweite endete 1982 mit einer Rückstufung vom Oberstudienrat zum Studienrat. Das dritte Disziplinarverfahren wurde 1985 eingeleitet und führte 1988 zur Entlassung aus dem Schuldienst (wegen „mangelnder Distanzierung vom Rechtsradikalismus“). Ferner wurden ihm die Pensionsansprüche aberkannt.

### Strafrechtliche Verurteilungen
Deckert wurde 1992 von einer großen Strafkammer des Landgerichts Mannheim wegen Volksverhetzung in Tateinheit mit übler Nachrede, Verunglimpfung des Andenkens Verstorbener und Aufstachelung zum Rassenhass (damaliger § 131 StGB) zu einem Jahr Freiheitsstrafe mit Strafaussetzung zur Bewährung unter einer Bewährungsauflage der Zahlung von 10.000 DM verurteilt, wogegen er und die Staatsanwaltschaft Revision einlegten. Das Urteil wurde im März 1994 vom Bundesgerichtshof aufgehoben: Das „bloße“ Bestreiten der Gaskammermorde sei noch keine Volksverhetzung, weil Angriffe auf die Menschenwürde hinzutreten müssten und dies bei Deckert im angegriffenen Urteil nicht ausreichend dargelegt worden sei. Zugleich entschied der Bundesgerichtshof, dass das „bloße“ Bestreiten der Gaskammermorde als Beleidigung und Verunglimpfung des Andenkens Verstorbener strafbar sei. Dieser Beschluss wurde in der bundesdeutschen Öffentlichkeit als Skandal betrachtet. Vielfach wurde kritisiert, dass der Gesetzgeber es versäumt habe, Holocaustleugnung unter Strafe zu stellen. Der Bundestag erweiterte daraufhin zum 1. Dezember 1994 den Straftatbestand der Volksverhetzung um den der Holocaustleugnung, ohne dass es dabei explizit eines Angriffs auf die Menschenwürde bedürfe. Am 22. Juni 1994 verurteilte eine andere Kammer des Landgerichts Mannheim Deckert wegen Volksverhetzung in Tateinheit mit Aufstachelung zum Rassenhass, Beleidigung und Verunglimpfung des Andenkens Verstorbener zu einer Freiheitsstrafe von einem Jahr, deren Vollstreckung sie ebenfalls zur Bewährung aussetzte. Dabei bejahte die Kammer einen Angriff auf die Menschenwürde „der deutschen jüdischen Minderheit“. Kritisiert wurde, dass nach der Begründung dieses Urteils die Geschehnisse von Auschwitz nur als historische Tatsache gelten würden. Mit ihrer zu Ungunsten des Angeklagten eingelegten und beschränkten Revision wandte sich die Staatsanwaltschaft gegen das Strafmaß und gegen die Strafaussetzung zur Bewährung. Der Bundesgerichtshof hob am 15. Dezember 1994 das Urteil in diesem Umfang auf und verwies die Sache zur weiteren Entscheidung an das Landgericht Karlsruhe. Unter anderem schloss der Bundesgerichtshof „politische Verblendung“ als Strafmilderungsgrund aus. „Wer vor der historischen Wahrheit die Augen verschließt und sie nicht anerkennen will, verdient dafür keine Strafmilderung […]“ hieß es zudem in der Urteilsbegründung des Bundesgerichtshofes. Deckert wurde vom Landgericht Karlsruhe am 21. April 1995 zu zwei Jahren Freiheitsstrafe ohne Aussetzung zur Bewährung verurteilt. Am 27. Oktober 1995 wurde durch den Bundesgerichtshof die Revision Deckerts gegen dieses Urteil zurückgewiesen. Am 8. November 1995 wurde er bei seiner Rückkehr aus dem Urlaub auf dem Flughafen Frankfurt am Main festgenommen, um der Justizvollzugsanstalt Bruchsal seine Freiheitsstrafe zu verbüßen. Im März 1996 wurde Deckert wegen Volksverhetzung zu einer Freiheitsstrafe von sieben Monaten auf Bewährung verurteilt, weil er Michel Friedman, Präsidiumsmitglied des Zentralrates der Juden in Deutschland, zum Verlassen Deutschlands aufgefordert hatte. Im August 1998 verurteilte das Amtsgericht Bruchsal Deckert, weil dieser Max Mannheimer, einen Überlebenden von Auschwitz, beleidigt hatte, wegen Beleidigung und Verunglimpfung des Ansehens Verstorbener zu einer dreimonatigen Freiheitsstrafe. Deckert verbüßte zu dieser Zeit wegen mehrfacher Volksverhetzung eine Freiheitsstrafe von vier Jahren und vier Monaten. Er war insgesamt bis Oktober 2000 inhaftiert.
Im Juli 2010 wurde Deckert vom Amtsgericht Weinheim zu vier Monaten Freiheitsstrafe verurteilt, die zur Bewährung ausgesetzt wurde. Das Landgericht Mannheim verurteilte Deckert am 3. Februar 2012 im Berufungsverfahren wegen Beihilfe zur Volksverhetzung und der Verunglimpfung des Andenkens Verstorbener zu sechs Monaten Freiheitsstrafe ohne Aussetzung zur Bewährung. Deckert habe, so die Überzeugung des Gerichts, bei der Übersetzung eines Buches ins Deutsche mitgewirkt, das die Existenz von Gaskammern und Krematorien der Konzentrationslager Auschwitz leugnet (Holocaustleugnung).

### Gefängnisaufenthalte
Deckert wurde am 8. November 1995 festgenommen und wurde wegen weiterer Verurteilungen wegen Volksverhetzung bis zum 25. Oktober 2000 in der JVA Bruchsal inhaftiert. Eine zweite Haftstrafe verbüßte Deckert vom 2. Januar bis zum 31. Mai 2013 in der JVA Mannheim.

## Belege
1. ↑  Der Bundeswahlleiter: Wahl der Abgeordneten des Europäischen Parlaments Aus der Bundesrepublik Deutschland am 13. Juni 2004: Die Wahlbewerber für die Wahl zum Europäischen Parlament aus der Bundesrepublik Deutschland 2004. (pdf; 872 kB) Statistisches Bundesamt, Wiesbaden, 2004, S. 81, archiviert vom Original am 8. Oktober 2005; abgerufen am 2. April 2022.
2. ↑  Peter M. Wagner: NPD-Hochburgen in Baden-Württemberg. Verlag Duncker & Humblot, 1997, ISBN 978-3-428-08964-2, S. 112
3. ↑  Pressemitteilung der NPD vom 11. März 2007.
4. ↑  Bundesbrüder. In: arminiazuerichzukarlsruhe. 23. März 2012, abgerufen am 19. Mai 2023 (deutsch).
5. ↑  Burschenschaft Arminia Zürich zu Karlsruhe - Bbr. Günter Deckert, * 09.Januar 1940; † 31.03.2022 "Wer im Gedächtnis seiner Lieben lebt, der ist nicht tot, der ist nur fern; tot ist nur, wer vergessen wird." -Immanuel Kant- | Facebook. Abgerufen am 19. Mai 2023 (französisch).
6. ↑  Revisionistischer Reigen. Abgerufen am 19. Mai 2023 (deutsch).
7. ↑  Kleine Anfrage der Abg. Alexander Salomon und Stefanie Seemann GRÜNE und Antwort des Ministeriums für Inneres, Digitalisierung und Migration Mögliche Verbindungen von Burschenschaften in Baden-Württemberg zum Rechtsextremismus. In: Kleine Anfrage der Abg. Alexander Salomon und Stefanie Seemann GRÜNE und Antwort des Ministeriums für Inneres, Digitalisierung und Migration Mögliche Verbindungen von Burschenschaften in Baden-Württemberg zum Rechtsextremismus. Landtag von Baden-Württemberg, 8. August 2019, abgerufen am 19. Mai 2023.
8. ↑  Kommunalwahl in Weinheim: GAL löst CDU in Weinheim als stärkste Kraft ab. In: rnz.de. 28. Mai 2019, abgerufen am 28. Mai 2019.
9. ↑  Carina Junginger: Weinheim: Rechtsradikaler Politiker Günter Deckert verstorben. In: RNF.de. 1. April 2022, abgerufen am 2. April 2022.
10. ↑  „Das hat mit der CDU überhaupt nichts zu tun“. Abgerufen am 15. Juni 2023.
11. ↑  LG Mannheim, Urteil vom 13. November 1992, Az. (4) 5 KLs 2/92, zitiert nach LG Mannheim, Urteil vom 22. Juni 1994, Az. (6) 5 KLs 2/92, NJW 1994, 2494.
12. ↑  BGH, Urteil vom 15. März 1994, Az. 1 StR 179/93, NStZ 1994, 390 (391) – Fall Deckert.
13. ↑  Hans-H. Kotte: „Freibrief“ für Leugner des Holocaust? In: taz.de. 17. März 1994, abgerufen am 27. September 2020.
14. ↑  Juden verlangen Gesetzesänderung. In: Frankfurter Allgemeine Zeitung. 21. März 1994, abgerufen am 4. April 2022 (nur Titel und Teaser einsehbar).
15. ↑  Gesetz zur Änderung des Strafgesetzbuches, der Strafprozeßordnung und anderer Gesetze (Verbrechensbekämpfungsgesetz) vom 28. Oktober 1994, BGBl. I S. 3186.
16. ↑  LG Mannheim, Urteil vom 22. Juni 1994, (6) 5 KLs 2/92, NJW 1994, 2494 zitiert nach BGH, Urteil vom 15. Dezember 1994, Az. 1 StR 656/94.
17. ↑  Aus der Begründung des Mannheimer Urteils gegen Günter Deckert: Politische Herzenssache. In: Die Zeit. 19. August 1994, archiviert vom Original am 5. März 2020; abgerufen am 4. April 2022.
18. ↑  LG Mannheim, Urteil vom 22. Juni 1994, (6) 5 KLs 2/92, NJW 1994, 2494 (2497).
19. ↑  Fritz Endemann: Vom ehrenwerten Revisionismus : Zum Urteil des Landgerichts Mannheim vom 22.6.1994. Betrifft Justiz, Heft 39 von September 1994, S. 325 (326).
20. ↑  BGH, Urteil vom 15. Dezember 1994, Az. 1 StR 656/94, NJW 1995, 340 – Fall Deckert II.
21. ↑  LG Karlsruhe, Urteil vom 21. April 1995, Az. 503 Js 9/92, zitiert nach Stationen eines Prozesses. In: taz.de. 24. April 1995, abgerufen am 1. Juli 2023.
22. ↑  Verfassungsschutzbericht Baden-Württemberg 1995. Innenministerium Baden-Württemberg, S. 70, abgerufen am 1. Juli 2023.
23. ↑  Urteil gegen NPD-Vize Deckert rechtskräftig. In: taz.de. 27. November 1996, abgerufen am 1. Juli 2023.
24. ↑  BGH, Urteil vom 12. Dezember 2000, Az. 1 StR 184/00, NJW 2001, 624.
25. 1 2  Drei Monate Haft für Ex-NPD-Chef Deckert. In: taz.de. 13. August 1998, abgerufen am 1. Juli 2023.
26. ↑  Holocaust-Lüge: NPD-Mann muss in Haft. In: Hessische/Niedersächsische Allgemeine. 3. Februar 2012, abgerufen am 4. April 2022.
Deckert-Urteil: „Richtige Konsequenzen gezogen“. In: Focus. 17 (1995), 9. September 1995, ehemals im Original (nicht mehr online verfügbar); abgerufen am 27. September 2020. (Seite nicht mehr abrufbar. Suche in Webarchiven)
Ex-NPD-Chef Deckert in Untersuchungshaft: Nach erstem Hafturteil neue Ermittlungen. In: Neues Deutschland. 10. November 1995, abgerufen am 4. April 2022.
Jochen Leffers: Rechtsextremist Günter Deckert: Erst Gefängnis, dann Jurastudium. In: Spiegel Online. 30. April 2001, abgerufen am 1. April 2022.
27. ↑  Holocaust-Lüge: NPD-Mann muss in Haft. In: merkur.de. 3. Februar 2012, abgerufen am 1. Juli 2023.
28. ↑  Thorsten Eisenhofer: Freiheitsstrafe für Ex-NPD-Vorsitzenden aus Weinheim: Sechs Monate Haft – weiteres Deckert-Kapitel geschlossen. In: Mannheimer Morgen. 3. Februar 2012, abgerufen am 4. April 2022.
29. ↑  Günter Deckert: Hinter Gittern in deutschen Kerkern: wie man als Geschichtsrevisionist abgestraft und kriminalisiert wird. G. Deckert, Weinheim 2014, ISBN 978-3-00-046479-9.

| Personendaten    | Personendaten                                 |
| ---------------- | --------------------------------------------- |
| NAME             | Deckert, Günter                               |
| KURZBESCHREIBUNG | deutscher Politiker (NPD) und Rechtsextremist |
| GEBURTSDATUM     | 9. Januar 1940                                |
| GEBURTSORT       | Heidelberg                                    |
| STERBEDATUM      | 31. März 2022                                 |
| STERBEORT        | Weinheim                                      |